# Dilophus transvestis
Dilophus transvestis är en tvåvingeart som beskrevs av Hardy 1968. Dilophus transvestis ingår i släktet Dilophus och familjen hårmyggor. Inga underarter finns listade i Catalogue of Life.